# Donna Mills
Donna Mills (nacida el 11 de diciembre de 1940 como Donna Jean Miller en Chicago, Illinois) es una actriz y productora estadounidense. 

## Vida y carrera
Donna Mills es la hija de Bernice y Frank Mills. Nunca se casó. Estuvo en Garvey Elementary School y en Taft High School y de allí se fue a la Universidad de Illinois. Después hizo danza y, con el tiempo, a través de sus experiencias en esa carrera, ella decidió cambiar de carrera y ser actriz, donde hizo una notable carrera. 
Su papel más conocido lo encarnó en la serie de televisión Bajo el Sol de California como la intrigante Abby Fairgate Ewing, por la que ha sido galardonada tres veces  con el Soap Opera Digest Award  como Sobresaliente Villano. Por sus apariciones en Hospital General como Madeline Reeves, recibió además, en el 2015 el Daytime Emmy Award.
Mills apareció principalmente desde finales de la década de 1960 en televisión. Sus pocos conocidos papeles en una película de cine incluyen Sadistico (1971) junto a Clint Eastwood. En el 2015, ella volvió aparecer otra vez en un papel secundario en una película para cine. En la película de cine Joy – Todo, menos habitualmente , apareció junto con otras estrellas de cine como Jennifer Lawrence, Robert De Niro y Bradley Cooper.
A finales del 2017 ella finalmente apareció en la obra teatral de Miss Daisy y su chófer en el escenario.

## Filmografía
Lista seleccionada

### Películas
- 1967: El Incidente - Alice Keenan
- 1971: Sadístico - Tobie Williams
- 1972:	Rolling Man - Bebe Lotter
- 1975: Live A Little, Steal A Lot - Ginny Eaton
- 1978: Superdome - Lanie Wiley
- 1979: Hanging by a Thread - Ellen Craig
- 1985: Alicia en el país de las maravillas - La Rosa
- 1991: Falso arresto - Joyce Lukezic
- 1992: En el nombre de mi hija - Laura Elias
- 1995: Maltratada - Beth Williamson
- 2004: A Very Cool Christmas - Sra. Claus
- 2008: Ladies of the House - Elizabeth
- 2016: Joy - Priscilla
- 2016: Sharknado: The 4th Awakens - Supervisor Wink
- 2023: Origin - Mrs. Copeland[1]

### Series
- 1971.1972: The Good Life - Jane Miller
- 1974: The Six Million Dollar Man - 2ª temporada, Cap 12
- 1977:  The Love Boat. Temporada 1 - Capítulo 11. Lila Barton
- 1980-1989, 1993: Knots Landing - Abby Fairgate Cunningham Ewing Sumner
- 1982: Bare Essence - Barbara Fisher
- 2007: Cold Case: Lauren Williams T4 E 13
- 2014-2015: General Hospital - Madeline Reeves